# أندرو ديفيدسون (كاتب)
أندرو ديفيدسون هو كاتب خيال علمي وكاتب ومؤلف كندي، ولد في 12 أبريل 1969 في Pinawa ‏ في كندا.